# Tribes, Vibes + Scribes
Tribes, Vibes + Scribes è il terzo album del gruppo acid jazz inglese Incognito, pubblicato nel 1992 dall'etichetta discografica Talkin' Loud Records.
L'album contiene anche una reinterpretazione del brano Don't You Worry 'Bout a Thing di Stevie Wonder.

## Tracce
1. Colibri (Richard Bull, Jean-Paul Maunick) - 5:59
2. Change (Bull, Maunick) - 5:05
3. River in My Dreams (Maunick, Maysa) - 1:08
4. Don't You Worry 'Bout a Thing (Stevie Wonder) - 5:20
5. Magnetic Ocean (Bull, Patrick Clahar, Maunick) - 5:18
6. I Love What You Do for Me (Bull, Maunick) - :30
7. Closer to the Feeling (Bull, Maunick, Fayyaz Virji) - 4:22
8. L' Arc en Ciel de Miles (Bull, Maunick, Kevin Robinson) - 4:01
9. Need to Know (Bull, Maunick) - 5:15
10. Pyramids (Bull, Graham Harvey, Maunick) - 4:19
11. Tribal Vibes (Bull, Maunick, Robinson) - 5:55